# Thury-en-Valois
Thury-en-Valois település Franciaországban, Oise megyében. Lakosainak száma 466 fő (2022. január 1.). Thury-en-Valois Coyolles, Antilly, Autheuil-en-Valois, Boullarre, Cuvergnon, Mareuil-sur-Ourcq és La Villeneuve-sous-Thury községekkel határos.

## Népesség
A település népessége az elmúlt években az alábbi módon változott:
| Lakosok száma | 478  | 485  | 494  | 493  | 504  | 513  | 497  | 482  | 466  |
|               | 2013 | 2015 | 2016 | 2017 | 2018 | 2019 | 2020 | 2021 | 2022 |